# Metropolia Aparecidy
Metropolia Aparecidy – metropolia Kościoła rzymskokatolickiego w Brazylii. Składa się z metropolitalnej archidiecezji Aparecidy i czterech diecezji. Została erygowana 19 kwietnia 1958 konstytucją apostolską Sacrorum Antistitum papieża Piusa XII. Od 2016 godność arcybiskupa metropolity sprawuje abp Orlando Brandes.
W skład metropolii wchodzą:
- archidiecezja Aparecidy
  - diecezja Caraguatatuba
  - diecezja Lorena
  - diecezja São José dos Campos
  - diecezja Taubaté

Prowincja kościelna Aparecida wraz z metropoliami Botucatu, Campinas, São Paulo, Sorocaba i Ribeirão Preto tworzą region kościelny Południe 1 (Regional Sul 1), zwany też regionem São Paulo.

## Metropolici
- Carlos Carmelo de Vasconcellos Motta (18 kwietnia 1964 – 18 września 1982)
- Geraldo María de Morais Penido (18 września 1982 – 12 lipca 1995)
- Aloísio Lorscheider (12 lipca 1995 – 28 stycznia 2004)
- Raymundo Damasceno Assis (28 stycznia 2004 – 16 listopada 2016)
- Orlando Brandes (od 16 listopada 2016)[2]